# Деревянная архитектура Томска

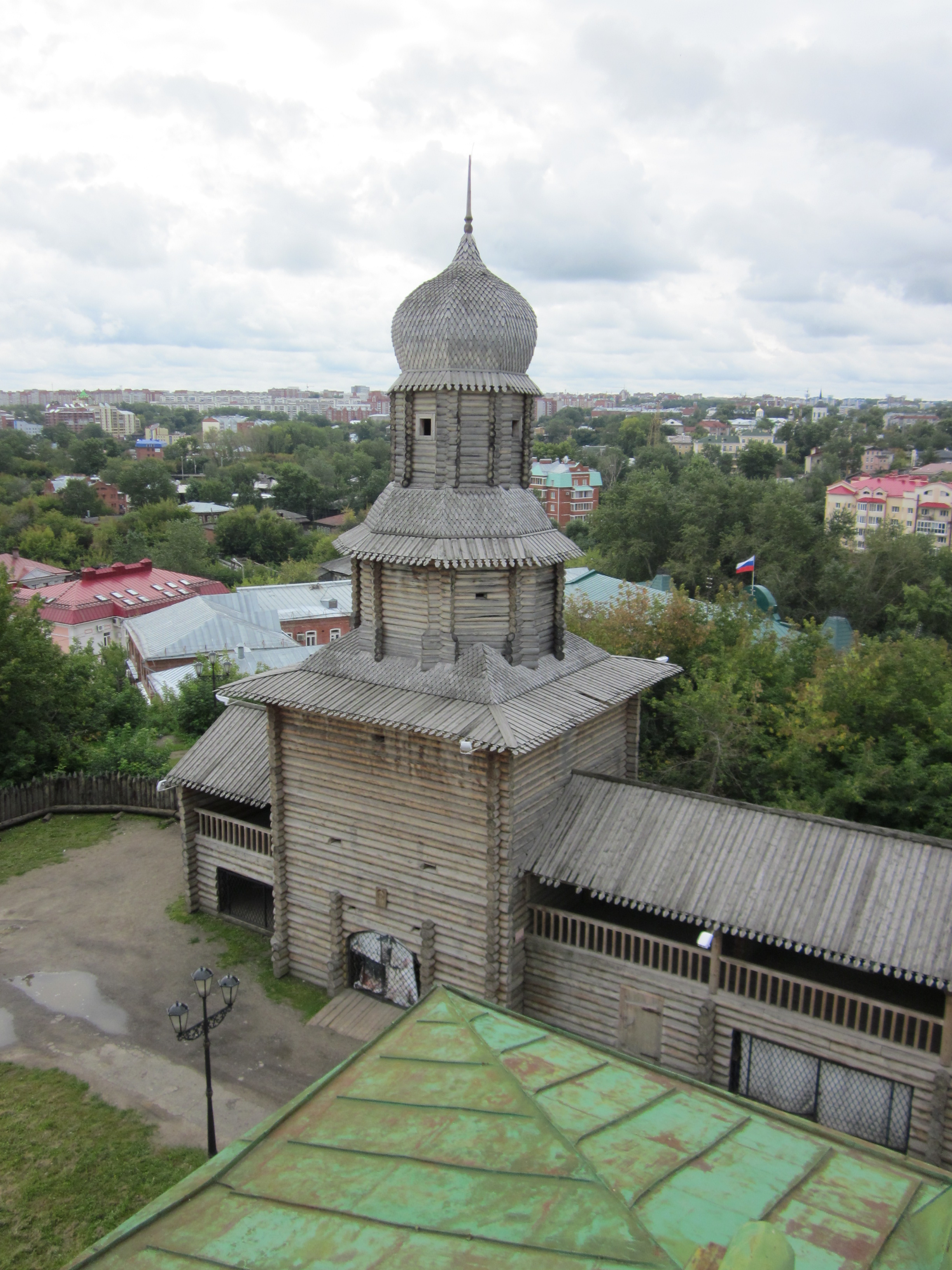
башни Томского острога

Деревянная архитектура Томска — совокупность стилей и направлений в деревянной архитектуре Томска, комплекс культурного и исторического наследия деревянной и каменно-деревянной архитектуры города XIX — начала XX веков.
Вплоть до революции 1917 года Томск застраивался, в основном, деревянными зданиями. В 1810 году из 1508 зданий лишь 5 были каменными, в 1855 — 45 из 2500. В настоящий момент в городе сохранились деревянные дома XIX—XX веков, выполненные в разнообразных архитектурных стилях: классицизме, эклектике, модерне. Деревянное архитектурное наследие Томска признаётся экспертами уникальным культурным и историческим феноменом, поскольку в городе сохранились крупнейшие в мире целостные массивы деревянной застройки. 
В общей сложности, на 2016 год в Томске насчитывалось более 6000 деревянных зданий (включая постройки советского времени и частный сектор), из которых примерно 2100 представляли историческую и культурную ценность. Разработанный региональными властями список объектов деревянного зодчества Томска, подлежащих сохранению, содержал 701 здание, в том числе 189 памятников федерального и регионального значения.

## Деревянное зодчество XVII—XVIII веков
До конца XVIII века большая часть домов и немногочисленные храмы города были выполнены из дерева. Жилые усадьбы с хоромами, банями, сараями и складами, а также дома людей среднего достатка возводились в бесстилевой архитектуре, для последних было характерно размещение торцовой частью на улицу и узкие, напоминавшие щели, волоковые окна шириной в одно бревно. На гравюрах данного периода можно видеть, что жилая застройка представляла собой рубленые строения, лишённые украшений, в облике которых присутствовала некоторая суровость и тяжеловесность. Монументальность зданиям придавала их постановка на высокий подклет — обязательную конструктивную часть томского жилища. С конца XVIII — начала XIX веков по России распространились «образцовые» фасады, предназначавшиеся и для всех вновь возводимых городских деревянных зданий. С этого времени в деревянной архитектуре Томска распространяется стиль русского классицизма.

## Русский классицизм
К началу внедрения типовых проектов в застройке Томска преобладала народная деревянная архитектура. Процесс перехода от традиционной рубленой клети к созданию нового образа классицистического деревянного дома занял достаточно длинный временной промежуток, чем объясняется то, что с 1814 по 1830 годы в городе не было построено ни одного дома по «апробированным» фасадам. В данный период ещё только начинался поиск возможностей использования дерева в данном стиле, выраженный в применении некоторых деталей декора: карнизов, наличников, входных узлов и других элементов. Конструктивные особенности клетей позволили использовать в постройках мезонины.
Важное место занимает вопрос, как в дереве передавать каменную архитектуру фасада. Его решение выливается в создание регионального сибирского стиля деревянного ампира. Возводимые деревянные дома либо штукатурили, либо обшивали тёсом, имитируя элементы каменного зодчества (руст, пилястры, фронтоны, карнизы и оконные обрамления). Подобные дома в значительном количестве строились в Томске, о чём свидетельствовали исследования, проведённые в начале 1920-х годов членами секции по охране памятников при Томском губернском комитете народного образования. По результатам в сборнике Томского краевого музея была опубликована статья, в которой отмечалось «богатство Томска ампиром».
Характерными признаками классицистических деревянных домов выступали: частое применение мезонина, балконов, террас и веранд; строгая симметричность композиции главного фасада с нечётным количеством окон; треугольный фронтон, тимпан которого часто украшался солярным знаком; обшивка профильной доской с обработкой углов пилястрами или под руст; разнообразные междуэтажные пояски и модульонный карниз. «Образцовые» фасады в дальнейшем оказали значительное влияние и на другие стили в деревянной архитектуре города, активно применялись при возведении эклектичных зданий второй половины XIX века. В настоящее время в Томске сохранилось мало классицистических деревянных домов. Среди характерных примеров: одноэтажный жилой дом в пер. Н. Островского, 17; двухэтажный жилой дом по ул. Яковлева, 24; утраченный дом архитектора П. Ф. Федоровского по ул. Карташова, 16; дом по ул. Войкова, 8.

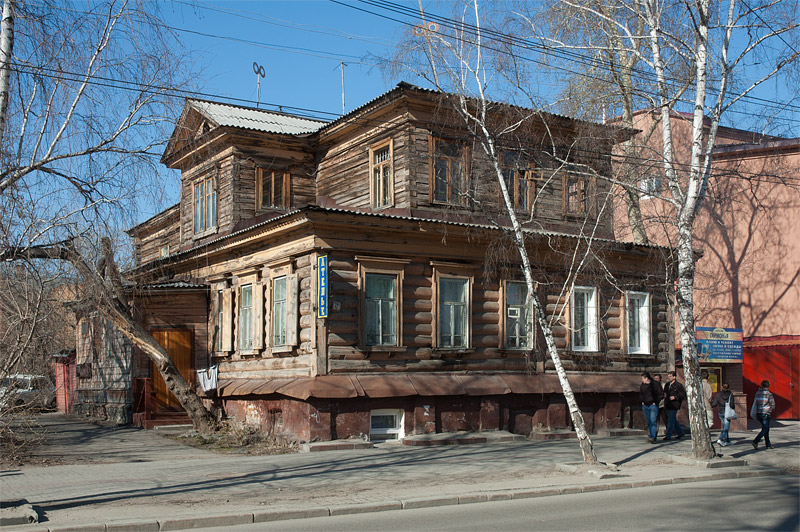
Дом с мезонином, 1860-е гг.
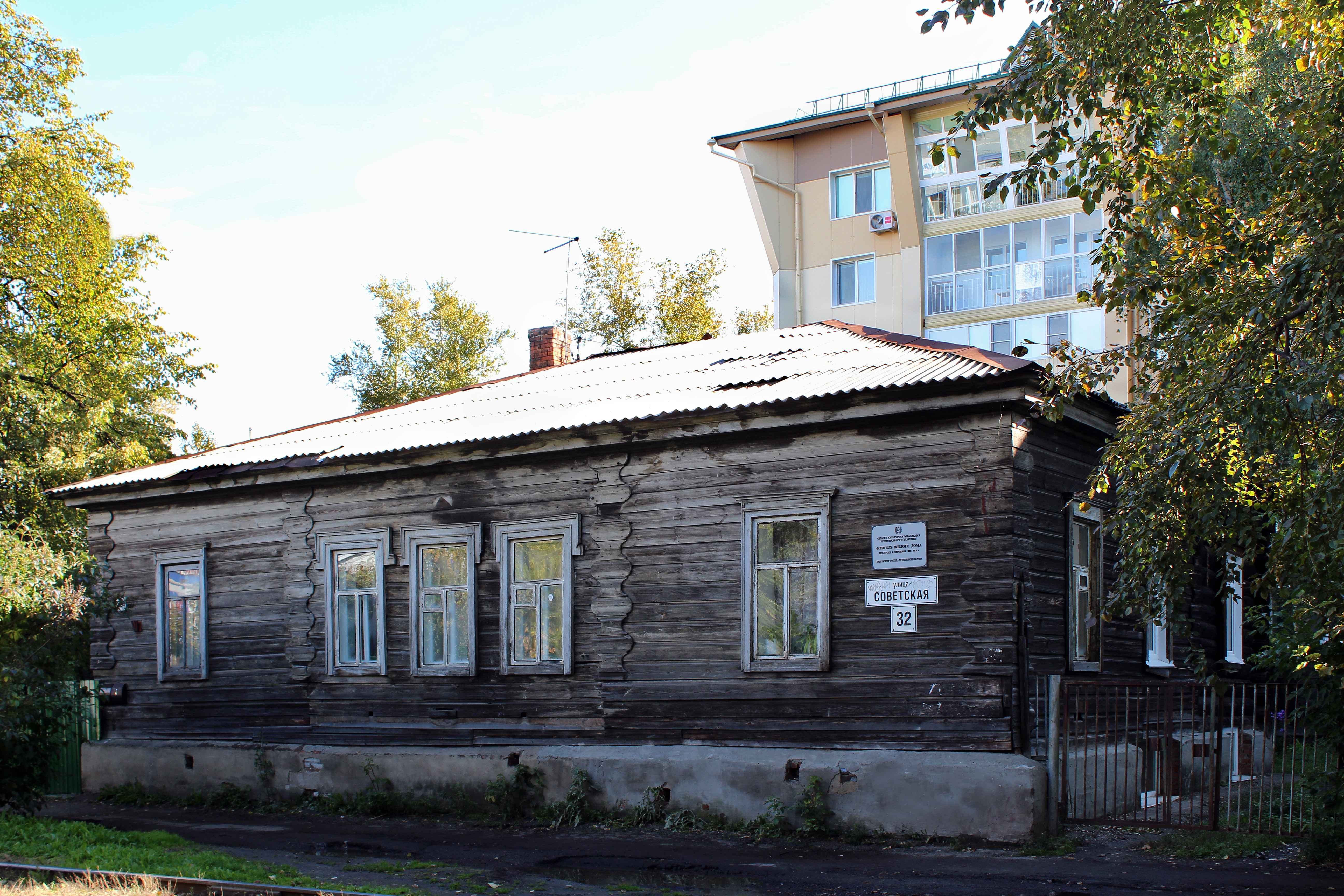
Флигель усадьбы по ул. Советской
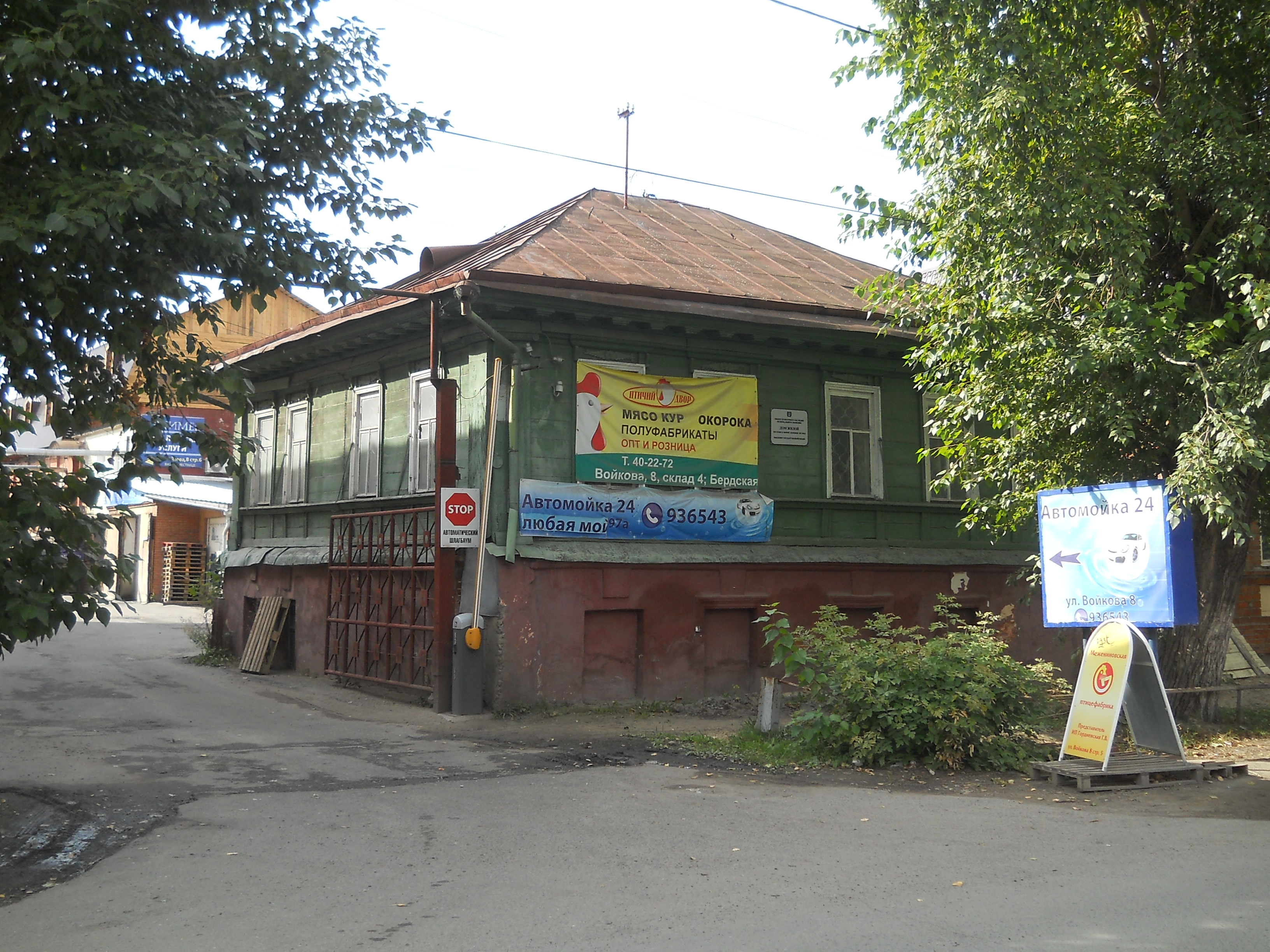
Улица Войкова, 8
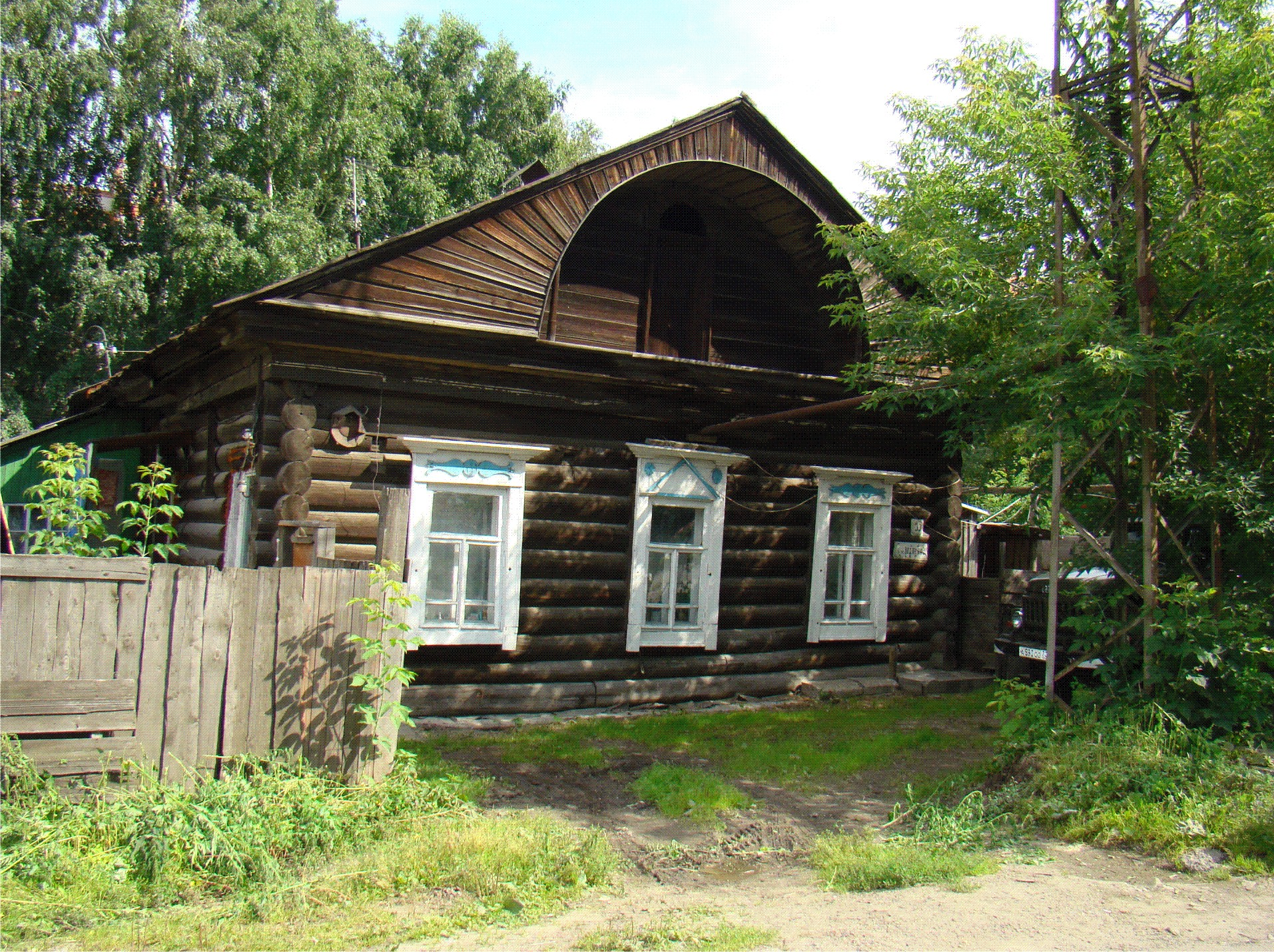
Водяная улица, 33

## Эклектика
К середине XIX века в деревянном зодчестве Томска происходит слияние народных традиций и профессиональной стилевой архитектуры, а также появление новых технических средств обработки древесины. Проявление интереса к новым формообразованиям проявляется уже в конце 1840-х годов, когда инженер Г. В. Батеньков строит дачу купцу Сосулину. С этого времени в деревянной архитектуре Томска наступает период эклектики, выразившийся в богатом стилевом разнообразии декоративного оформления фасадов деревянных домов: классицистическая эклектика, сибирское необарокко, «русский» стиль, «восточный» стиль.
К основным характеристикам стиля относятся:
- Увеличение количества окон на главном фасаде и их размеров;
- Появление разнообразного и пышного резного декора (подзоров, наличников, лопаток и др.);
- Исчезновение монотонности карниза фасада, ставшего более протяжённым, за счёт небольших фронтонов треугольной и полуциркулярной формы.

В период эклектики шёл строительный бум в Томске, связанный с прокладкой Транссибирской железнодорожной магистрали, основным типом деревянного строения становится доходный дом, а в деревянной резьбе появляется многообразие: глухая домовая, прорезная и пропильная, ажурная и накладная резьба причудливо сочетаются в декоре жилых домов, хозяйственных построек, ворот и калиток. Типичными постройками для данного периода стали: дома по улице Гагарина, 34, 36; постройки дворцового типа: дом В. Я. Шишкова по улице Шишкова, 10, дома по улице Шишкова, 14 и Татарской, 46; дома-терема: дом купца Леонтия Желябо по ул. Красноармейской, 67а, дом купца Г. М. Голованова по ул. Красноармейской, 71, дом архитектора С. В. Хомича по ул. Белинского, 19.
Стиль сибирского необарокко получил развитие в архитектуре Томска путём слияния барокко и классицизма в начале XIX века и развивался вплоть до 1910-х годов. Стилистические черты направления прослеживались по жилым домам Татарской слободы (район Заисточья) и улицам Гагарина и Шишкова: жилые дома по Татарской улице, 1, 9, 36, 40; усадьба двух доходных домов по улице Гагарина; дома по ул. Шишкова, 10, 14, 25. Отличительной чертой стиля стало использование в декоративном оформлении фасадов черт барокко, заимствованных из каменной архитектуры. Яркий пример: купеческий дом на проспекте Ленина, 98, где использовано волютное навершие надоконных досок второго этажа.

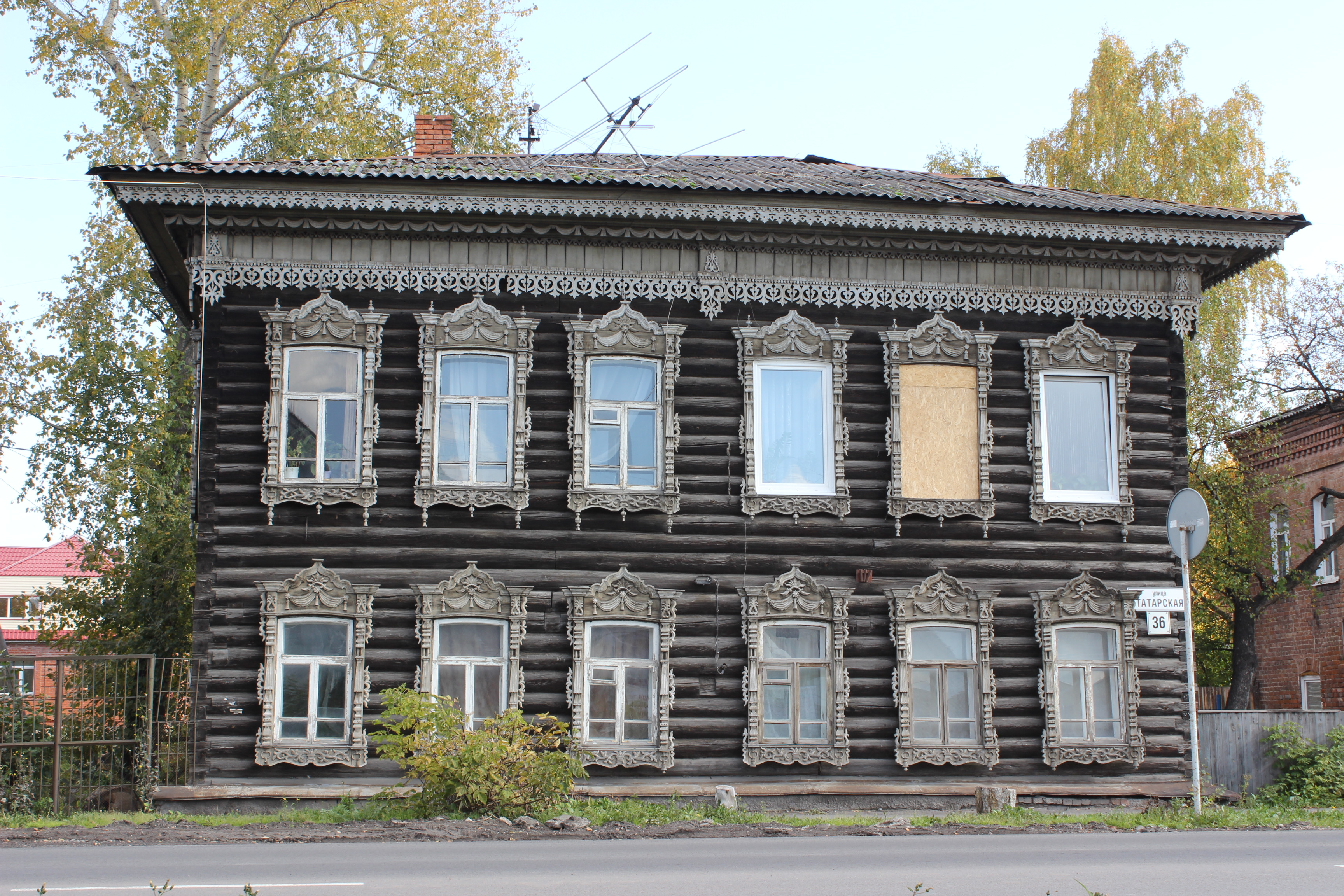
Татарская улица, 36
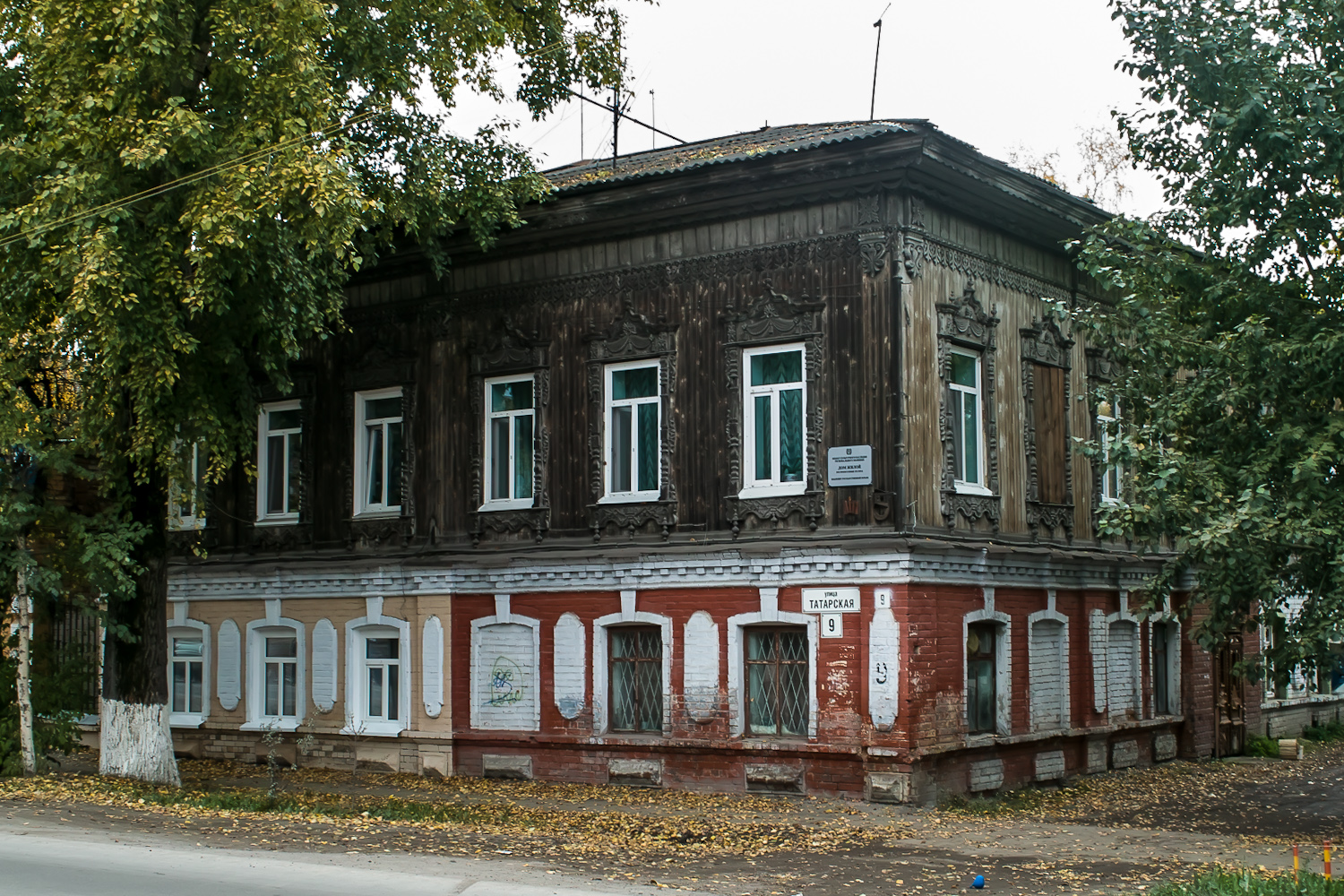
Татарская улица, 9
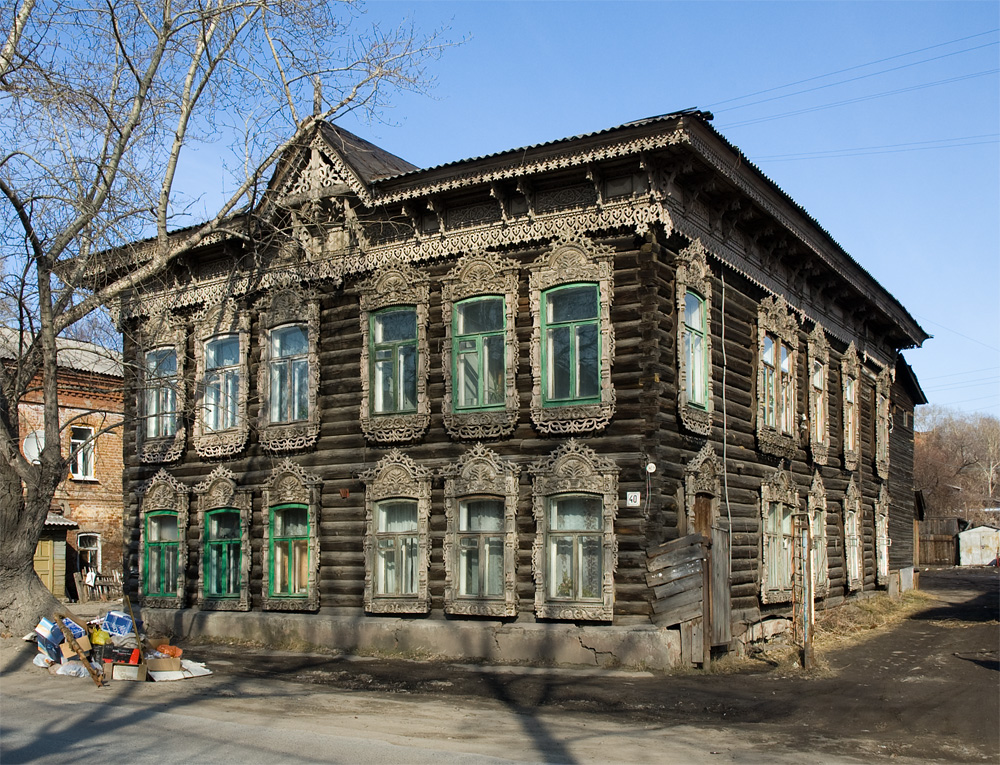
Татарская улица, 40
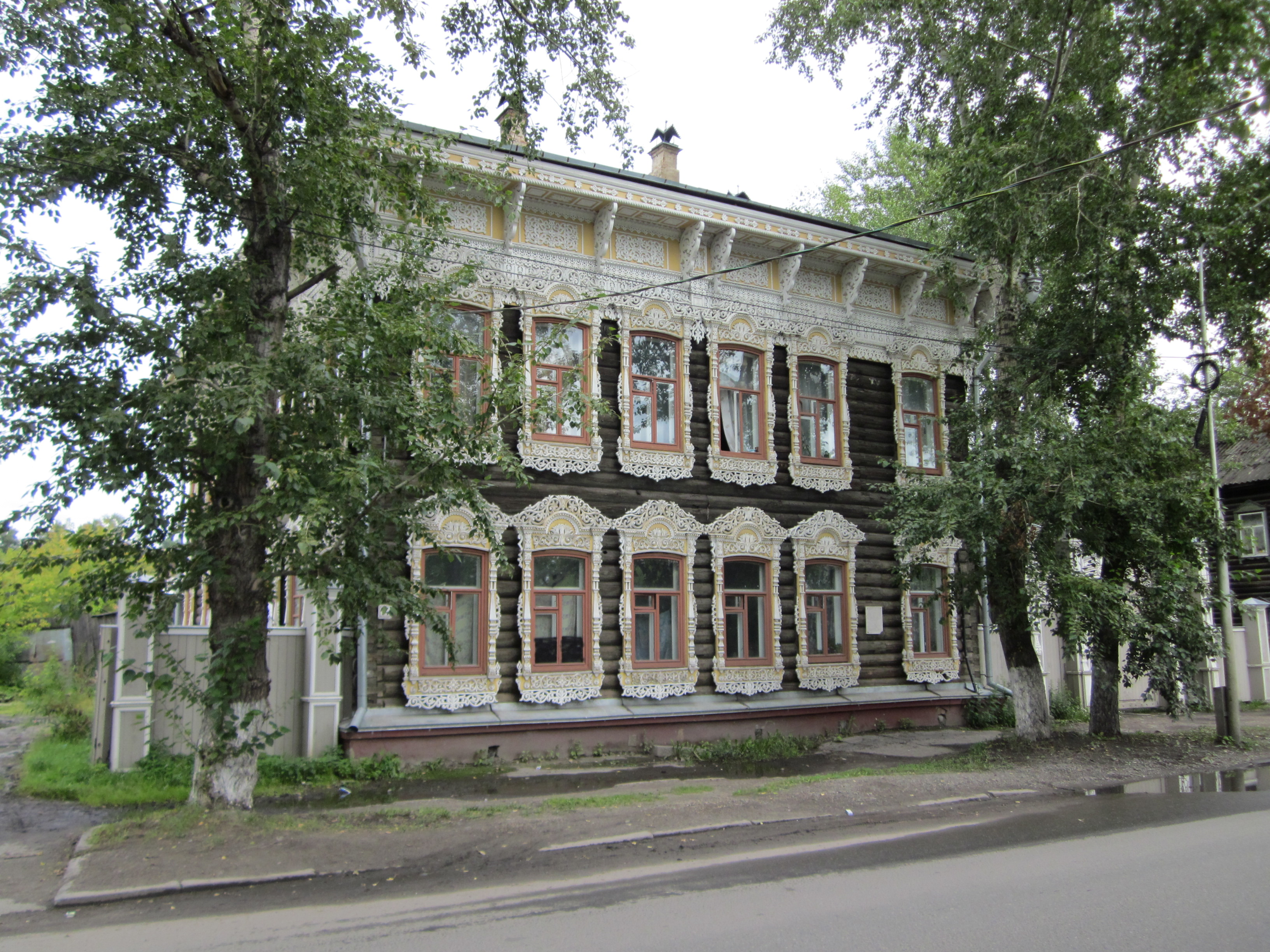
Шишкова улица, 14

Развитие классицистических форм в деревянной архитектуре Томска прослеживается в домах по Миллионной улице. Остаётся чистым сруб на доме № 161, но угловые сочленения обшиваются накладными пилястрами, наличники приобретают характерный для городской архитектуры вид. Дом № 155 полностью обшивается досками и покрывается краской, имитируя городское кирпичное жильё. «Восточный» стиль оказал влияние на композиционное решение крыши в виде симметрично расположенных двух башен в архитектуре дома № 169 на проспекте Ленина (утрачен).
«Русский» стиль также оказал заметное влияние на деревянную архитектуру Томска. «Демократичный стиль Ропета — Гартмана» 1860-х — 1870-х годов получил развитие в городах Западной Сибири, местные архитекторы применяли разработанные орнаментальные мотивы «второго фольклора» как в каменной, так и в деревянной архитектуре. Томские архитекторы, не отказываясь от народных традиций, стали широко применять орнамент в деревянных домах, используя столичные начинания и журнал «Мотивы русской архитектуры», издававшийся в Санкт-Петербурге в 1873—1880 годах. Особенности «русского» стиля проявились в доме и флигеле № 56—58 на проспекте Ленина; домах на проспекте Фрунзе, 10, улице Татарской, 30; доходном доме на улице Дзержинского, 10. При сравнении томских примеров «второго фольклора» и проектов из журнала «Мотивы русской архитектуры» обнаруживаются существенные различия: в деревянных домах Томска отсутствовала перегруженность в декоративном убранстве.

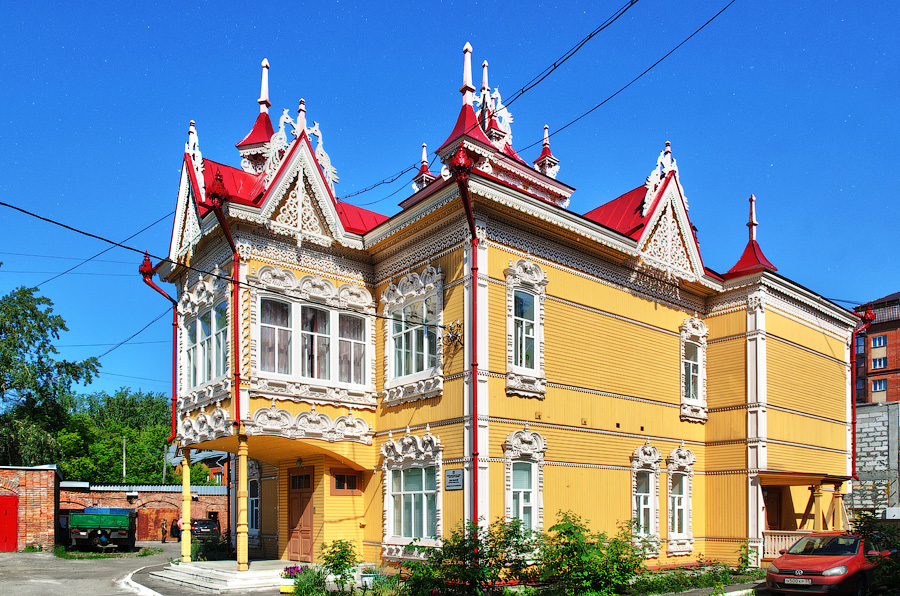
Дом купца Леонтия Желябо
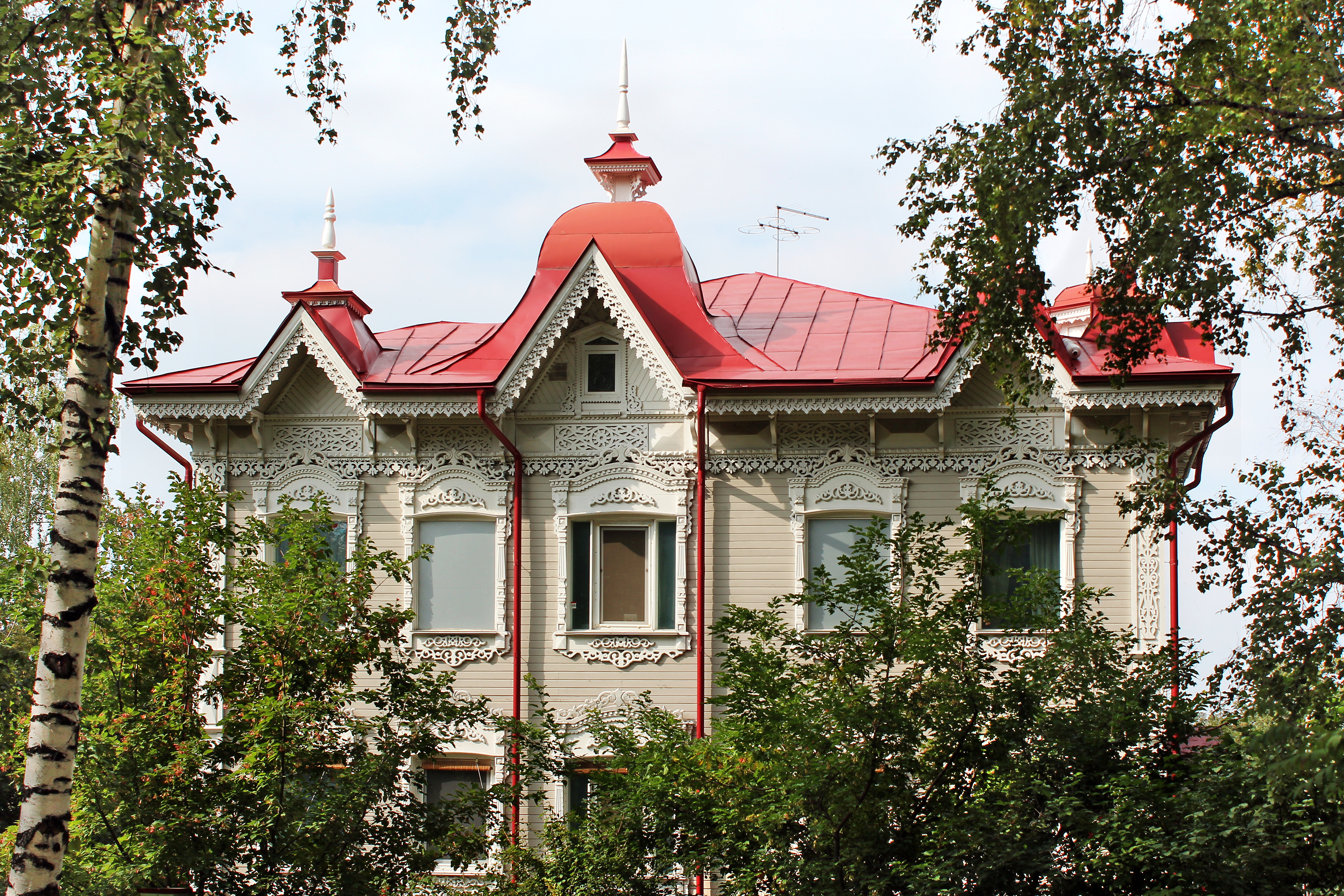
Дзержинского улица, 21
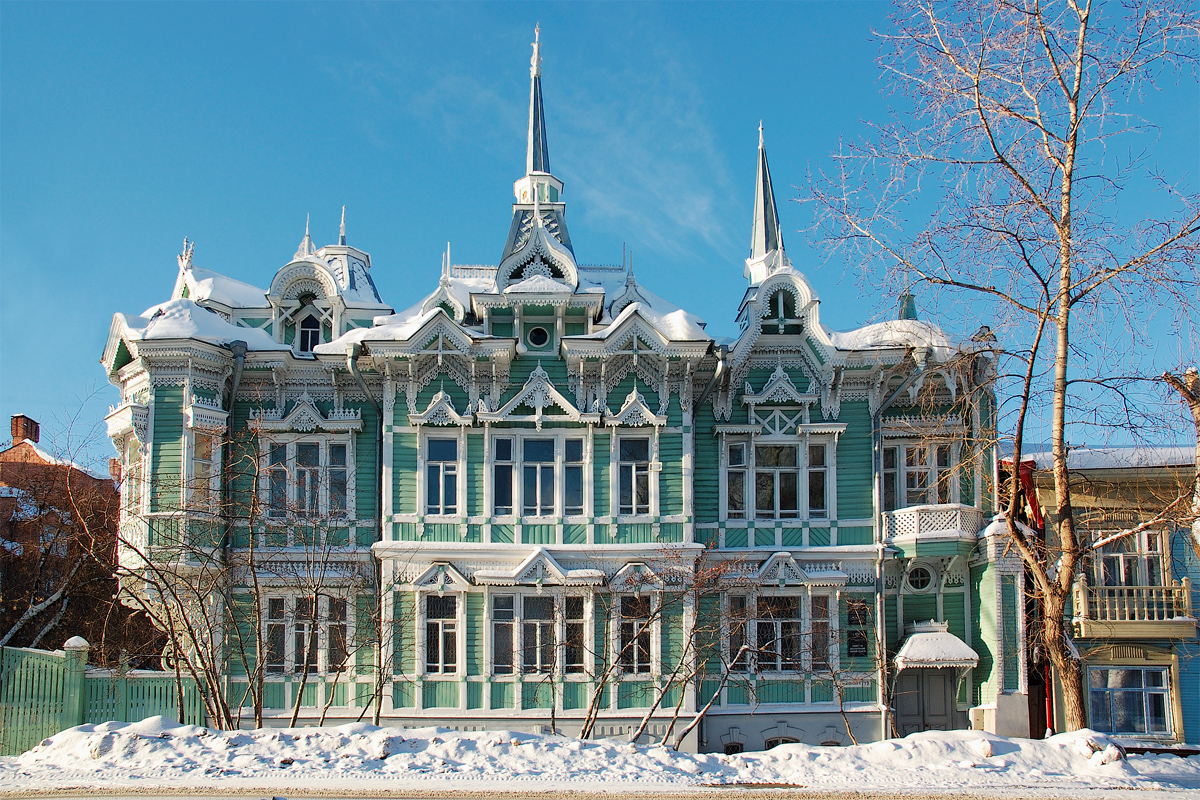
Дом архитектора С. В. Хомича
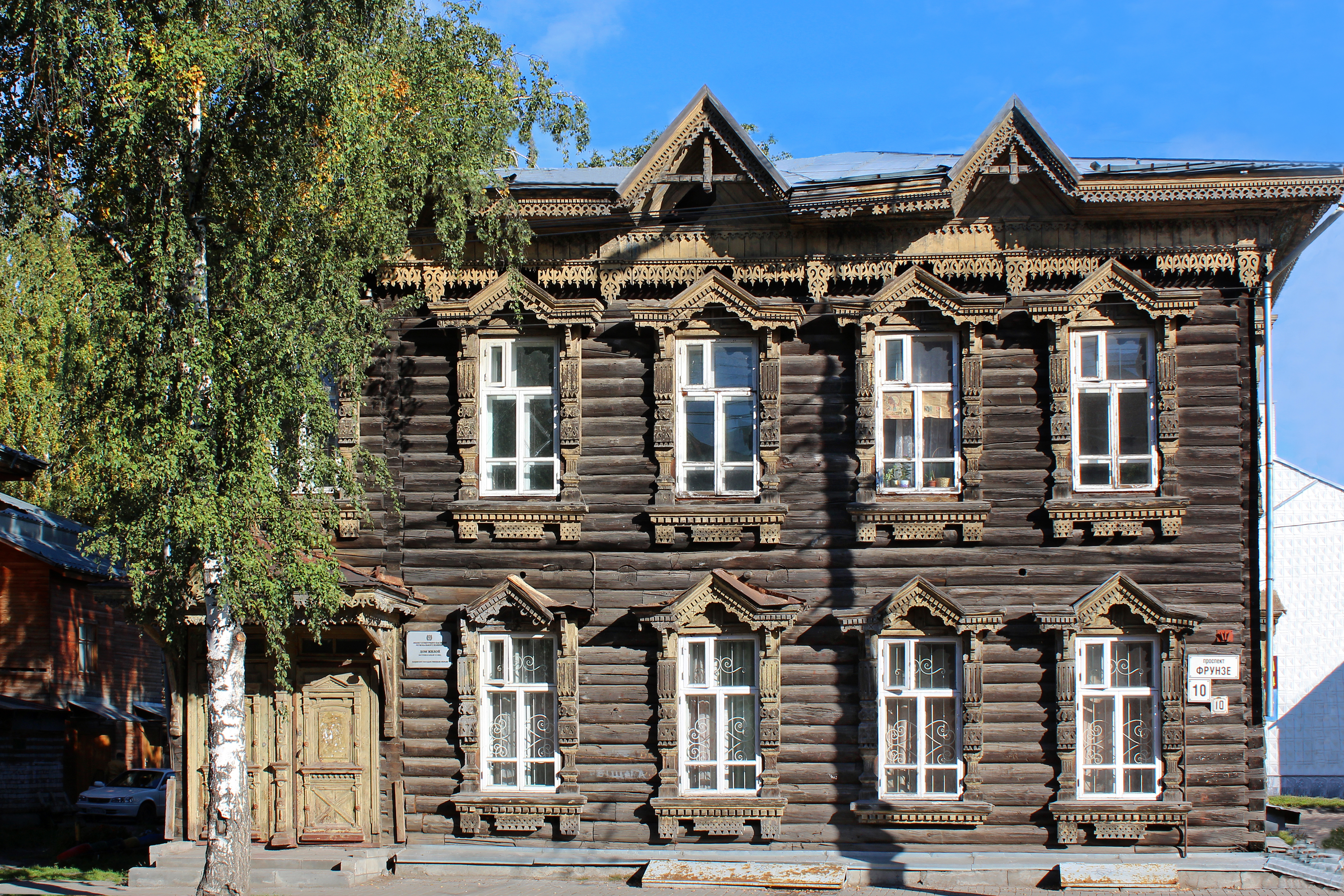
Проспект Фрунзе, 10

## Модерн
Новый стиль модерн начала XX века внёс новый акцент в деревянное строительство в городах Сибири, и в частности в Томске. В этот период декоративно-художественные особенности дерева, как строительного материала, проявились в полную силу. Местными архитекторами был создан ряд выразительных особняков, доходных домов и городских усадеб в данном стиле. Для деревянных домов в стиле модерн были характерны:
- Асимметрия планов и фасадов;
- Преобладание открытого сруба;
- Большие оконные проёмы, часто двойные и тройные;
- Развитый фриз с вертикальной обшивкой;
- Ритм кронштейнов;
- Выделение объёма лестничной клетки эркерами, башнями, удлинёнными оконными проёмами;
- Обобщённые и упрощённые декоративные элементы.

Стилистически деревянный модерн Томска не был однороден. Среди его направлений выделяют: неоромантический и рациональный. Неоромантическое направление в деревянной архитектуре города возникло в противовес традициям сибирского необарокко, так как оформлением фасадов стали заниматься сами архитекторы, а не артели плотников. Характерные принципы неоромантизма были выражены в особняке врача А. А. Грацианова (ул. Пирогова, 14). Национально-романтические тенденции в деревянной архитектуре Томска получили отражение и в северном модерне, ориентировавшемся на искусство Финляндии и скандинавских стран. К ярким примерам северного модерна в деревянной архитектуре города относят: доходный дом В. И. Василькова на ул. Кузнецова, 17 (1909—1910); особняк учителя Б. А. Быстржицкого на ул. Красноармейской, 68 (1914—1915); дом М. Д. Михайловского по ул. Белинского, 23 (1911, арх. В. Ф. Оржешко); деревянные дома комплекса психиатрической больницы по ул. Алеутской, 1 и ул. Асиновской, 9; дом-особняк врача Ф. Ф. Оржешко на ул. Красноармейской, 100/ пр. Кирова, 26.
В рамках неоромантического направления деревянного модерна развивался и сибирский стиль, возникший в начале XX в. и представлявший собой поиски регионального своеобразия. Его влияние можно видеть в мотивах сибирской природы и орнаментов коренных народов края в доме по ул. Ленина, 23 (фронтоны наличников имеют стилизованные изображения шишек и хвойных деревьев), домах по ул. Красноармейской, 79, ул. Вершинина, 14 и ул. Горького, 15 (лобовые доски содержат мелкий пропильный декор в виде стилизованных мотивов хантыйского орнамента), особняках по ул. Сухоозёрной, 10 и ул. Гагарина, 42.

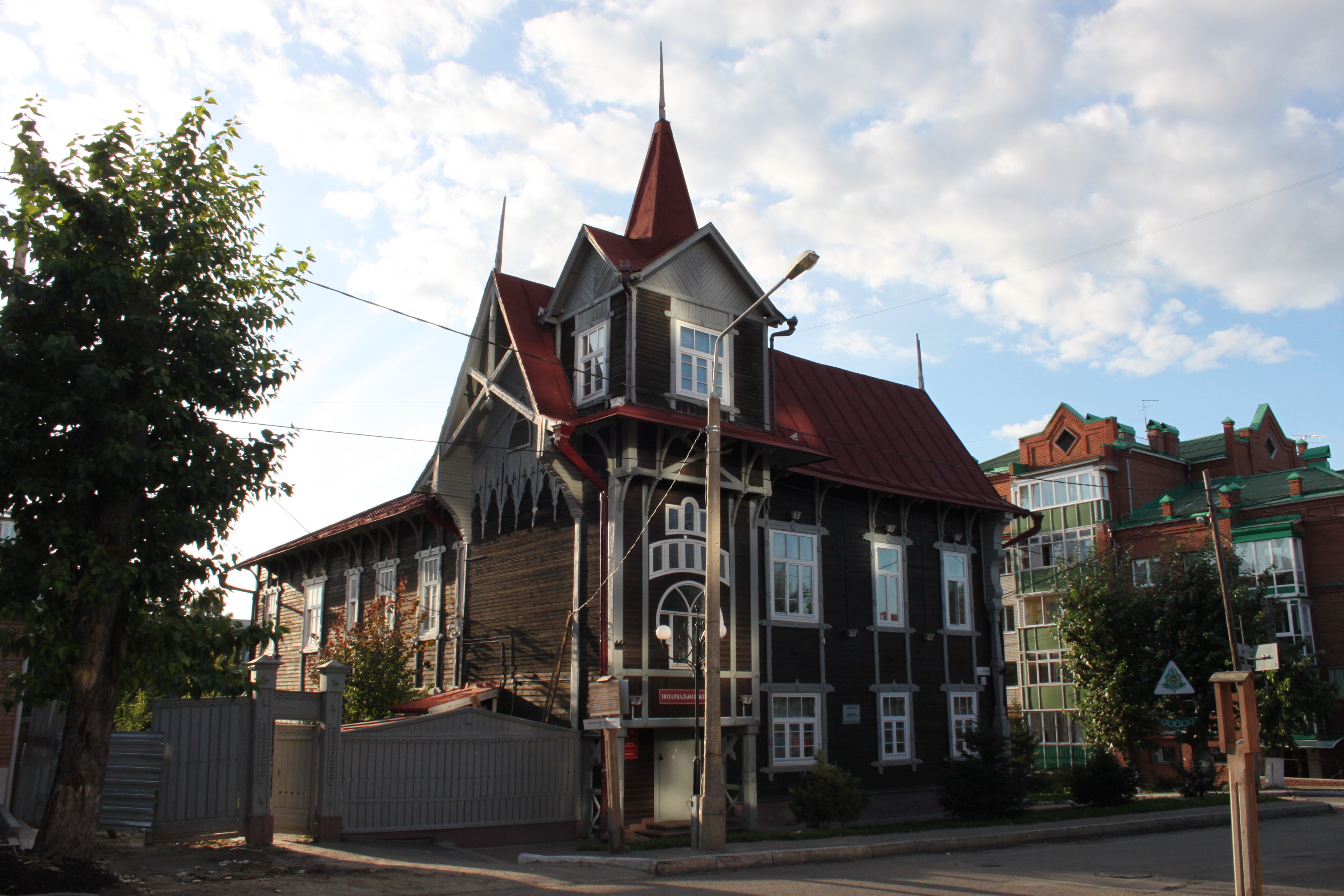
Доходный дом В. И. Василькова
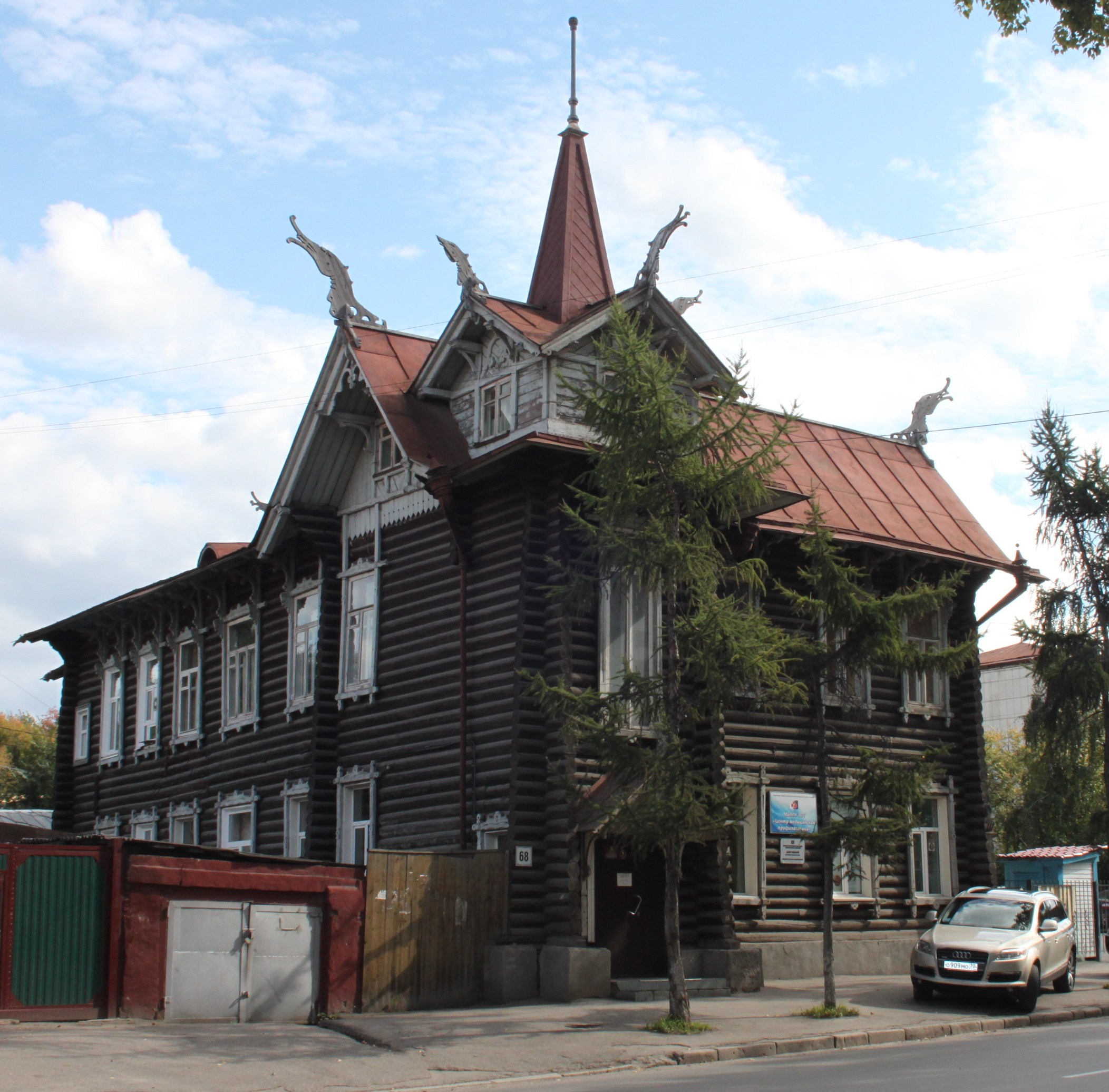
Особняк учителя Б. А. Быстржицкого
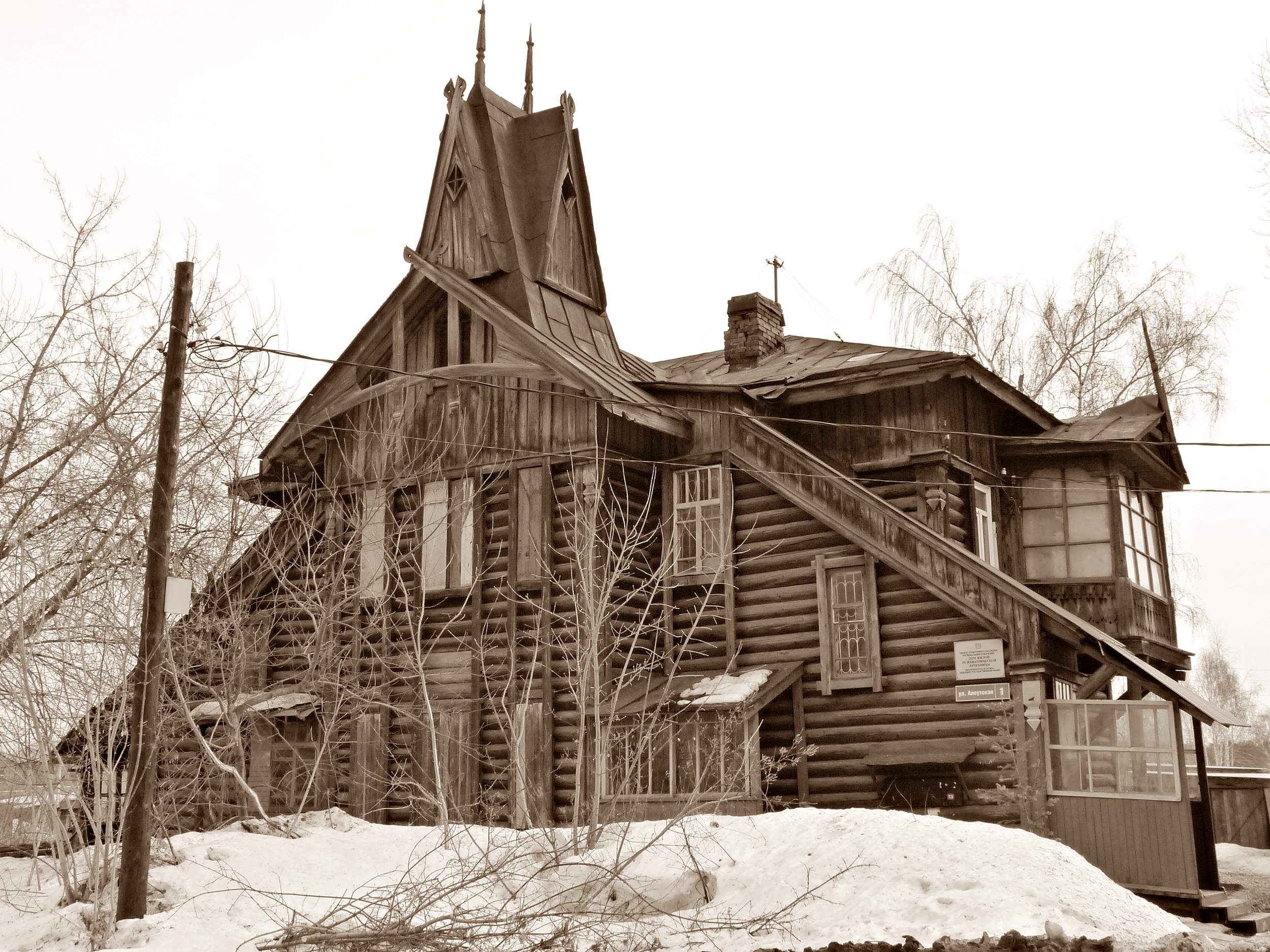
Алеутская улица, 1
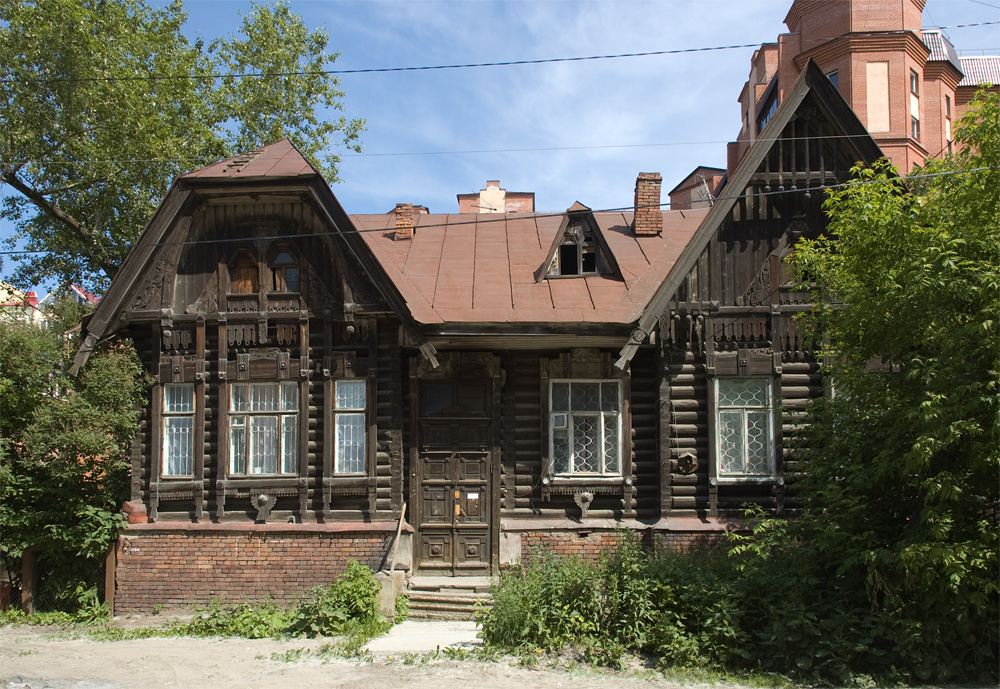
Улица Вершинина, 12

Эволюция деревянного модерна в Томске шла по пути преодоления романтической тенденции и усиления рационализма. Архитекторы стали стремиться к упрощению архитектурных форм, уменьшению орнамента, в оформлении наличников появляются черты авангардизма, исчезают подзоры, появляются вальмовые крыши. Характерными примерами выступали: дома на Татарской улице, 31, ул. Карла Маркса, 31 и в переулке Типографском (утрачен), доходный дом Дистлер на ул. Источной (утрачен), доходный дом на ул. Учебной, 40 (утрачен), станция Томск-II (утрачена). Рационалистические тенденции оказали влияние на архитектуру домов из ансамбля Томской окружной психиатрической лечебницы по ул. Асиновской, 5 и ул. Алеутской, 11; особняка семьи купца А. Ф. Громова, известного как «Дом охотника» по ул. Гагарина, 42 (1908, арх. В. Ф. Оржешко); жилого дома архитектора А. Д. Крячкова по пр. Кирова, 7 (1909—1910). Эстетика рациональных форм в русле романтических традиций проявилась в конструктивно-художественных особенностях деревянных домов по ул. Кузнецова, 30; ул. Октябрьской, 4; ул. Белинского, 27 и 27а; ул. Мусы Джалиля, 28. Одновременно шло формирование образа «делового дома» — доходные дома на ул. Белинского, 17 и ул. Неточной, 10.

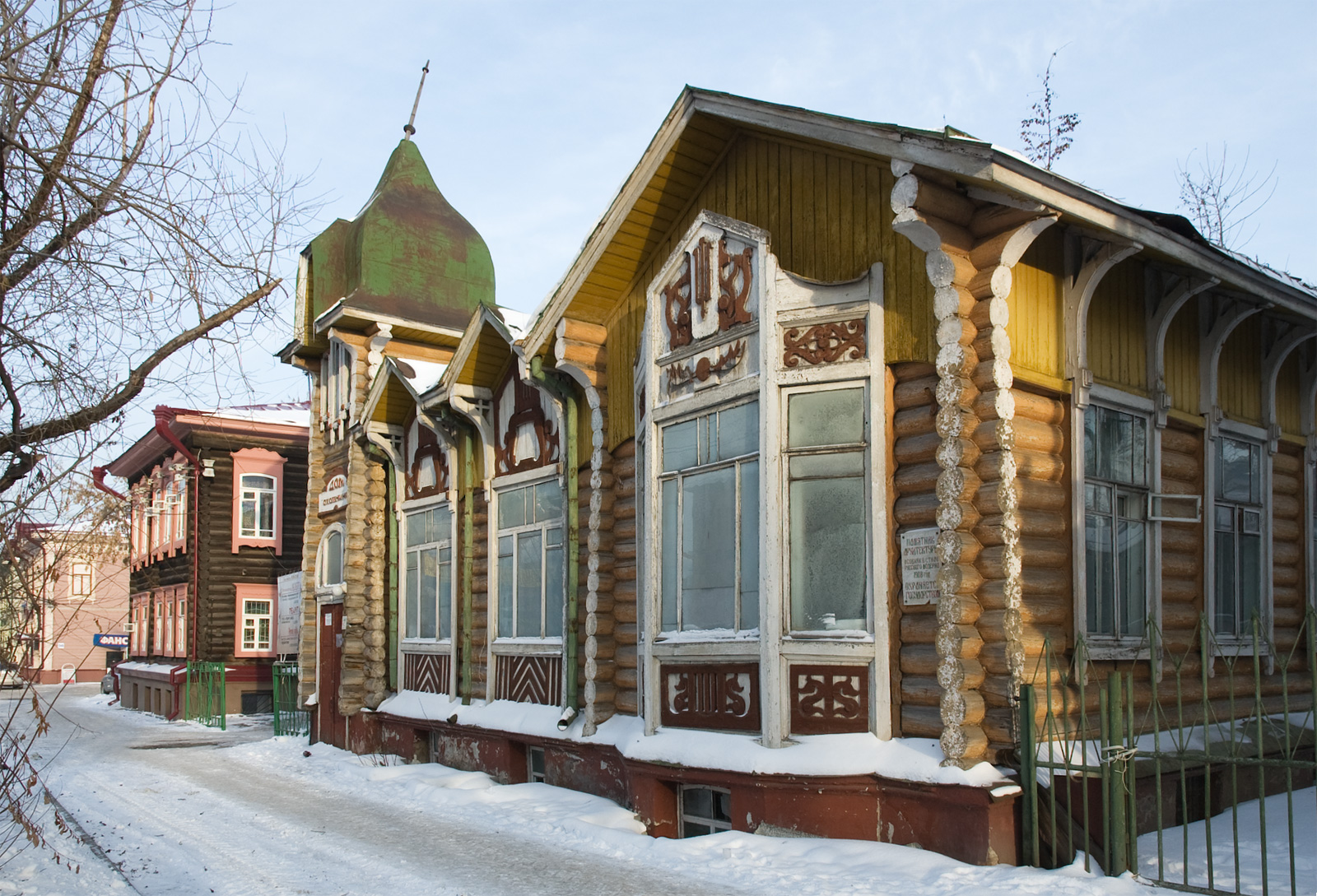
Особняк семьи купца А. Ф. Громова
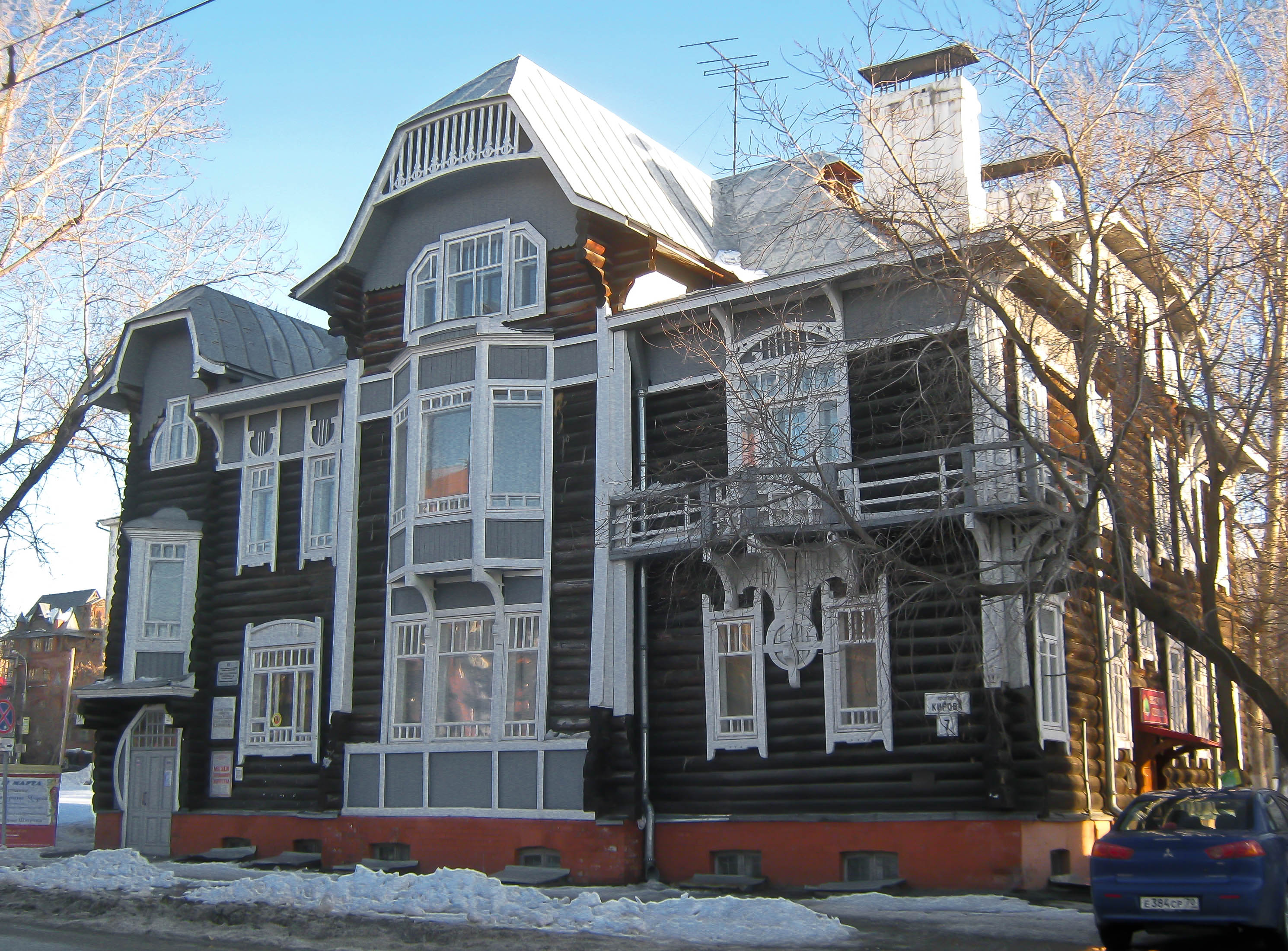
Жилой дом архитектора А. Д. Крячкова
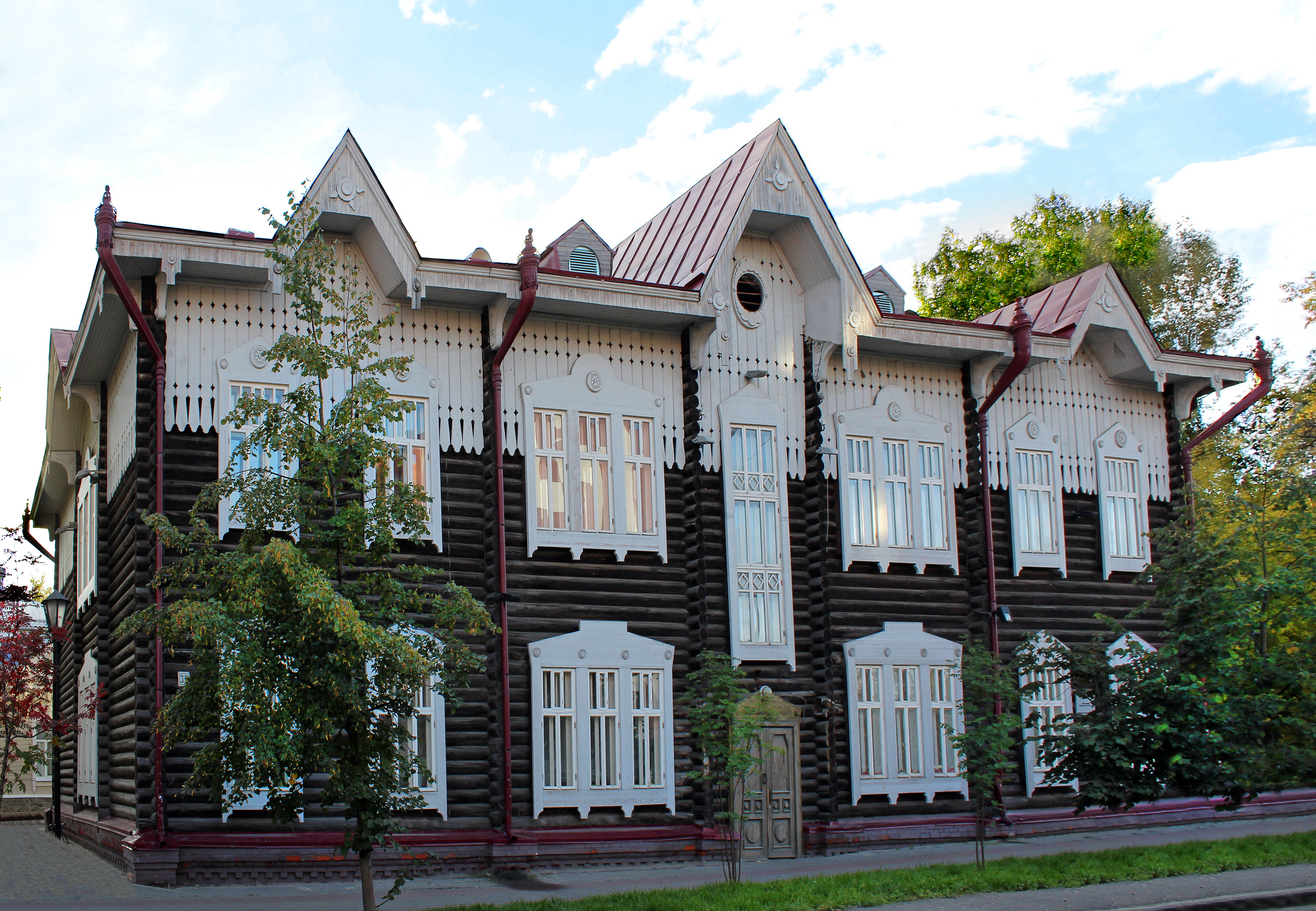
Улица Кузнецова, 30
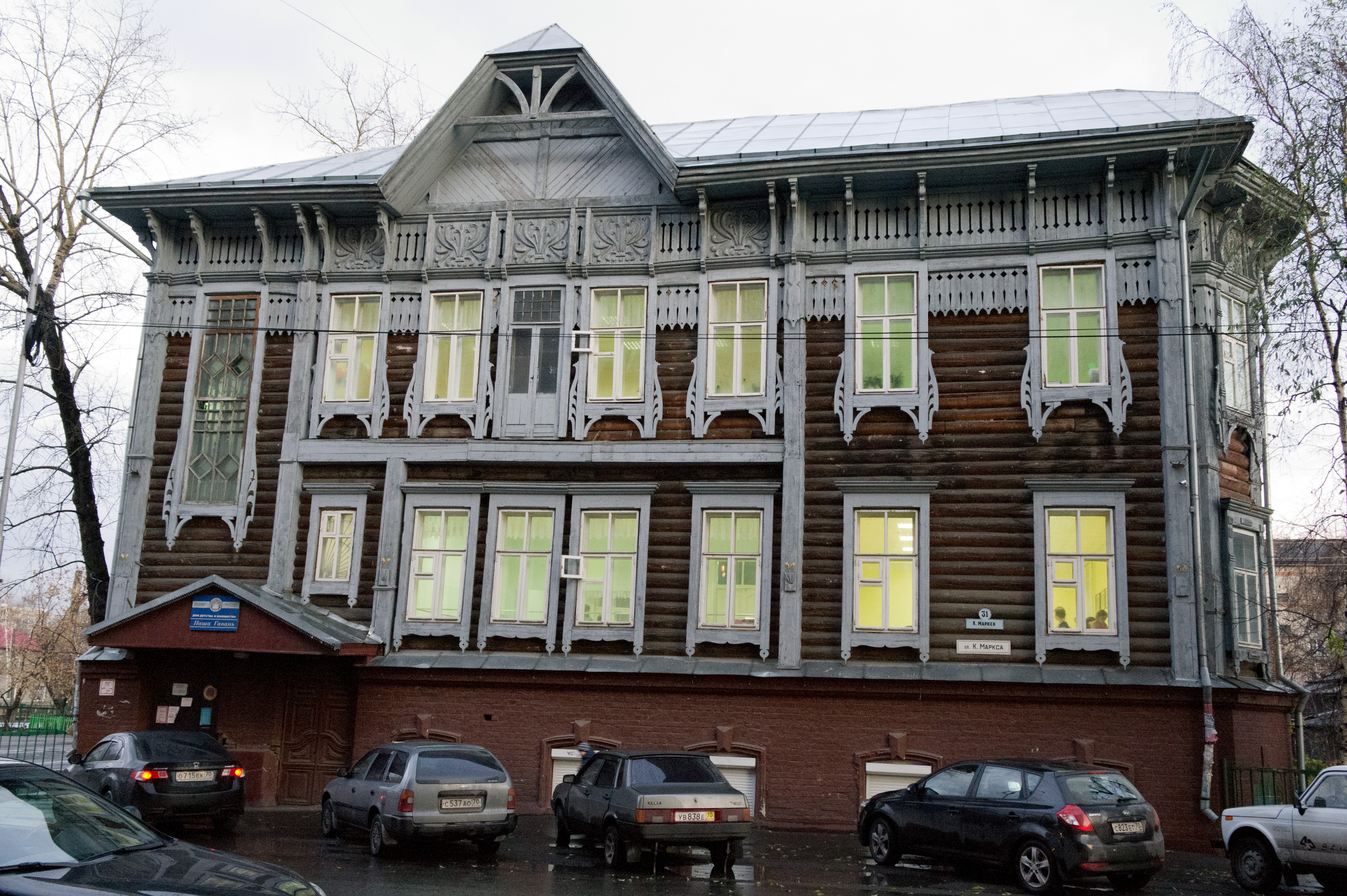
Улица Карла Маркса, 31

## Ретроспективизм
Возврат к классическому наследию в начале XX века был характерен и для зодчества Томска. Ретроспективизм данного периода имел два крупных направления: русский неоклассицизм и неорусский стиль (русский ретроспективизм), которые оказали влияние на деревянную архитектуру города. Неоклассическое направление ретроспективизма оказало влияние на оформление главного фасада дома по ул. Белинского, 22. Необычный вариант соединения черт неоклассицизма и рационалистического модерна — деревянный дом по ул. Крылова, 24. Традиционные народные принципы строительства деревянных зданий, выразившиеся в различных направлениях «русского» стиля в XIX веке, позже эволюционировали в неорусский стиль, заимствовавший характерные черты модерна. В деревянной архитектуре Томска он представлен: особняком купца Г. М. Голованова по ул. Красноармейской, 71 (1904, арх. С. В. Хомич); деревянными домами ансамбля Томской окружной психиатрической лечебницы по ул. Асиновской, 2 и ул. Кутузова, 2; домами на пр. Ленина, 24, 56 и 58.

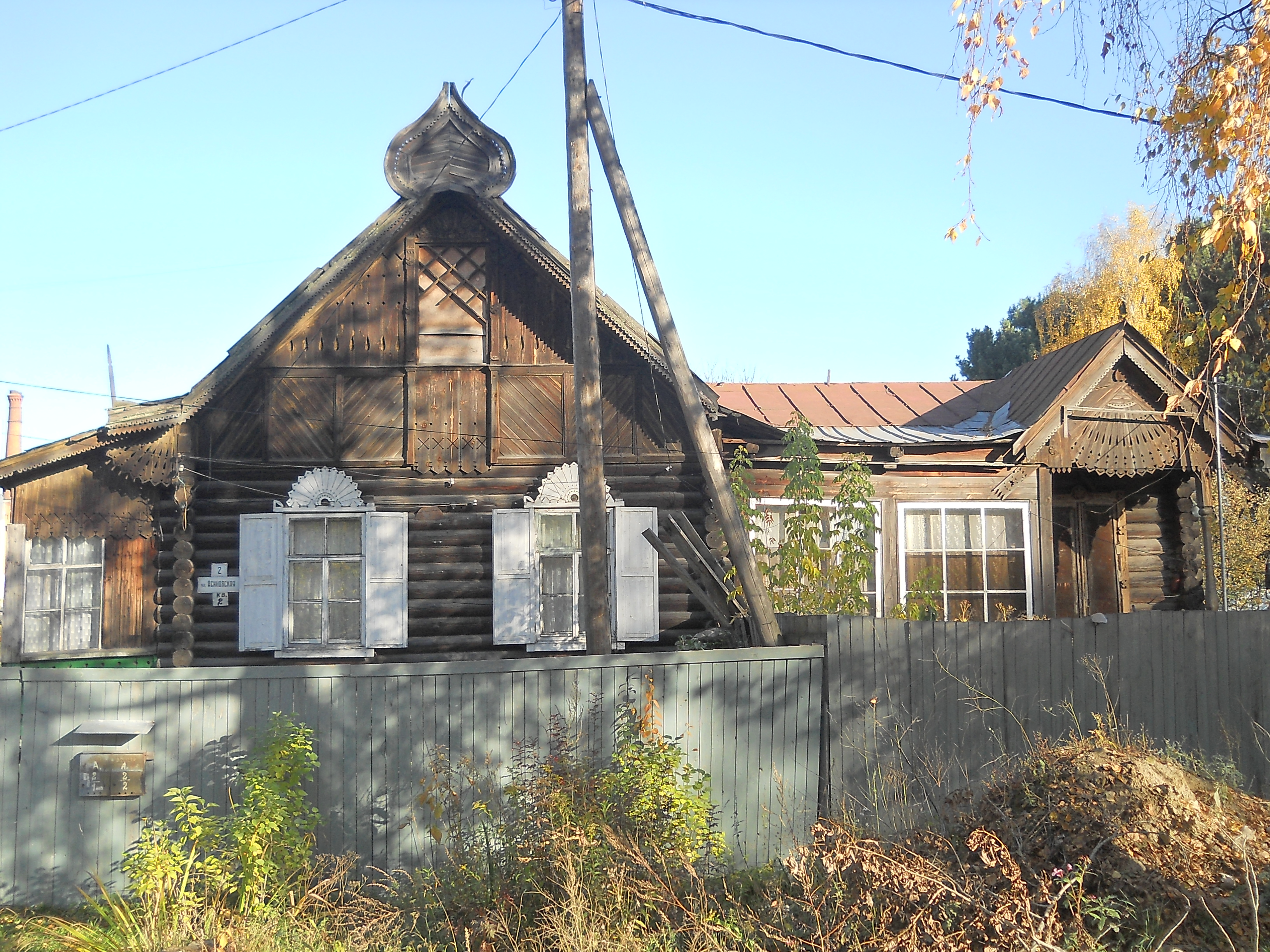
Асиновская улица, 2
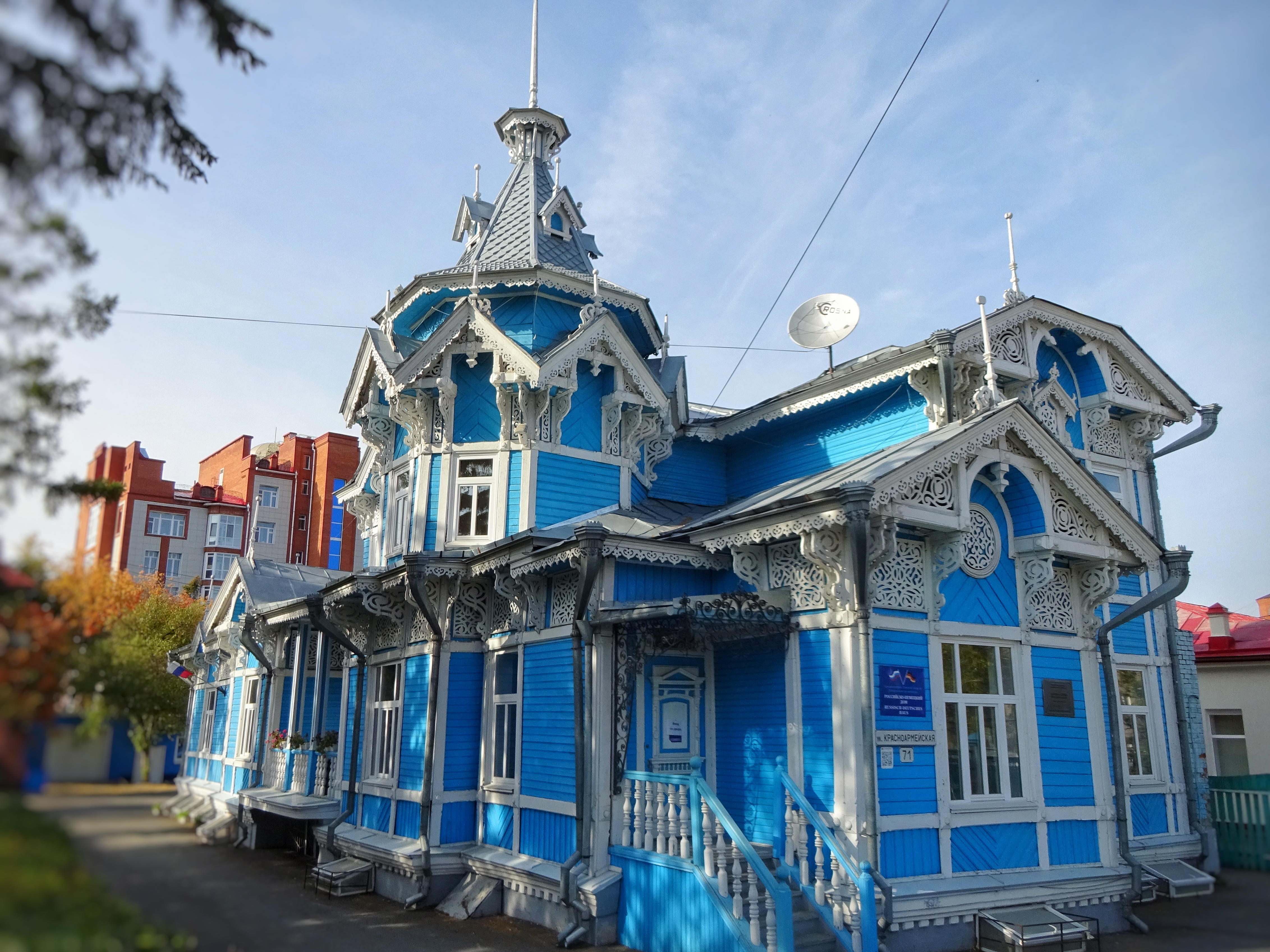
Дом купца Г. М. Голованова
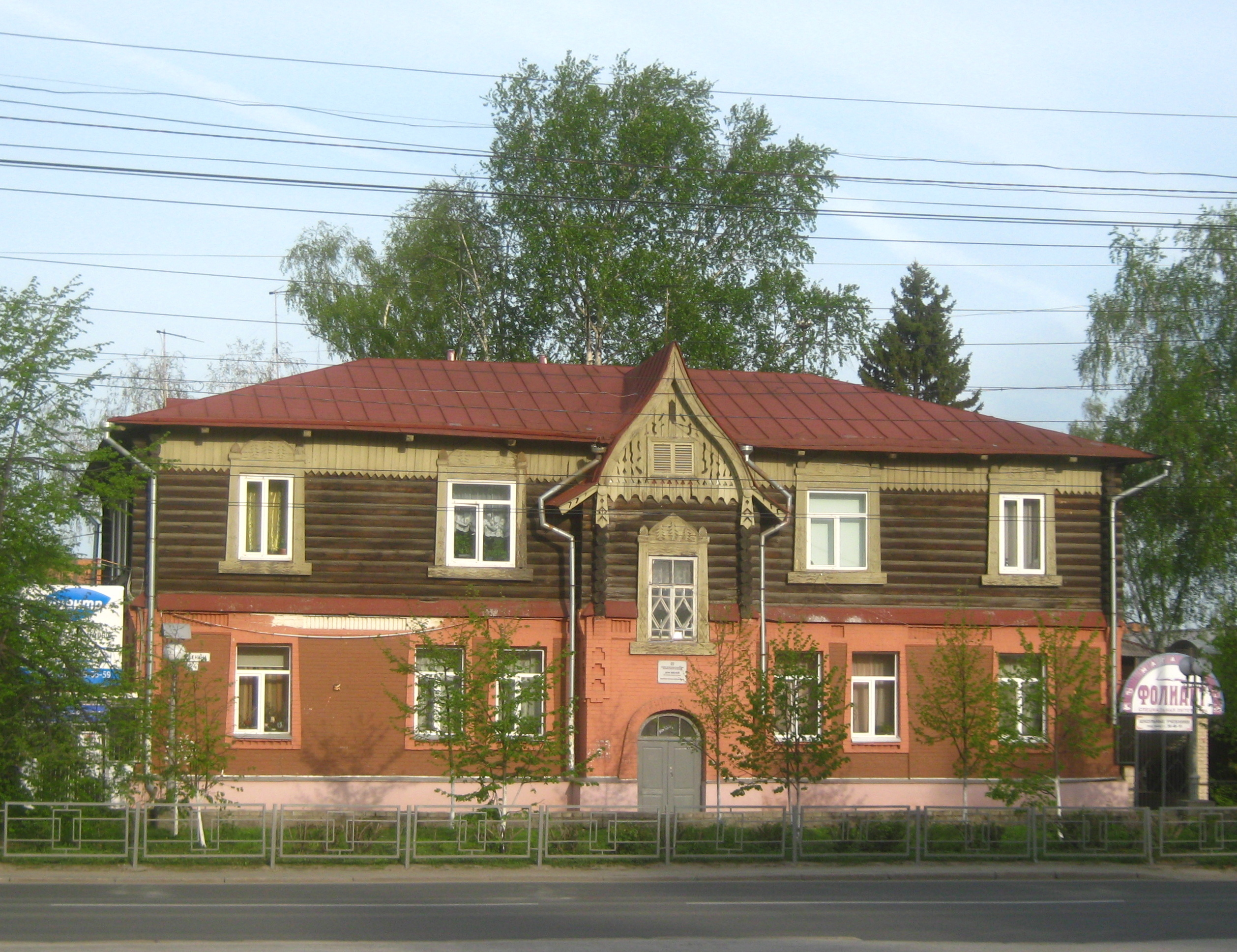
пр. Ленина, 24
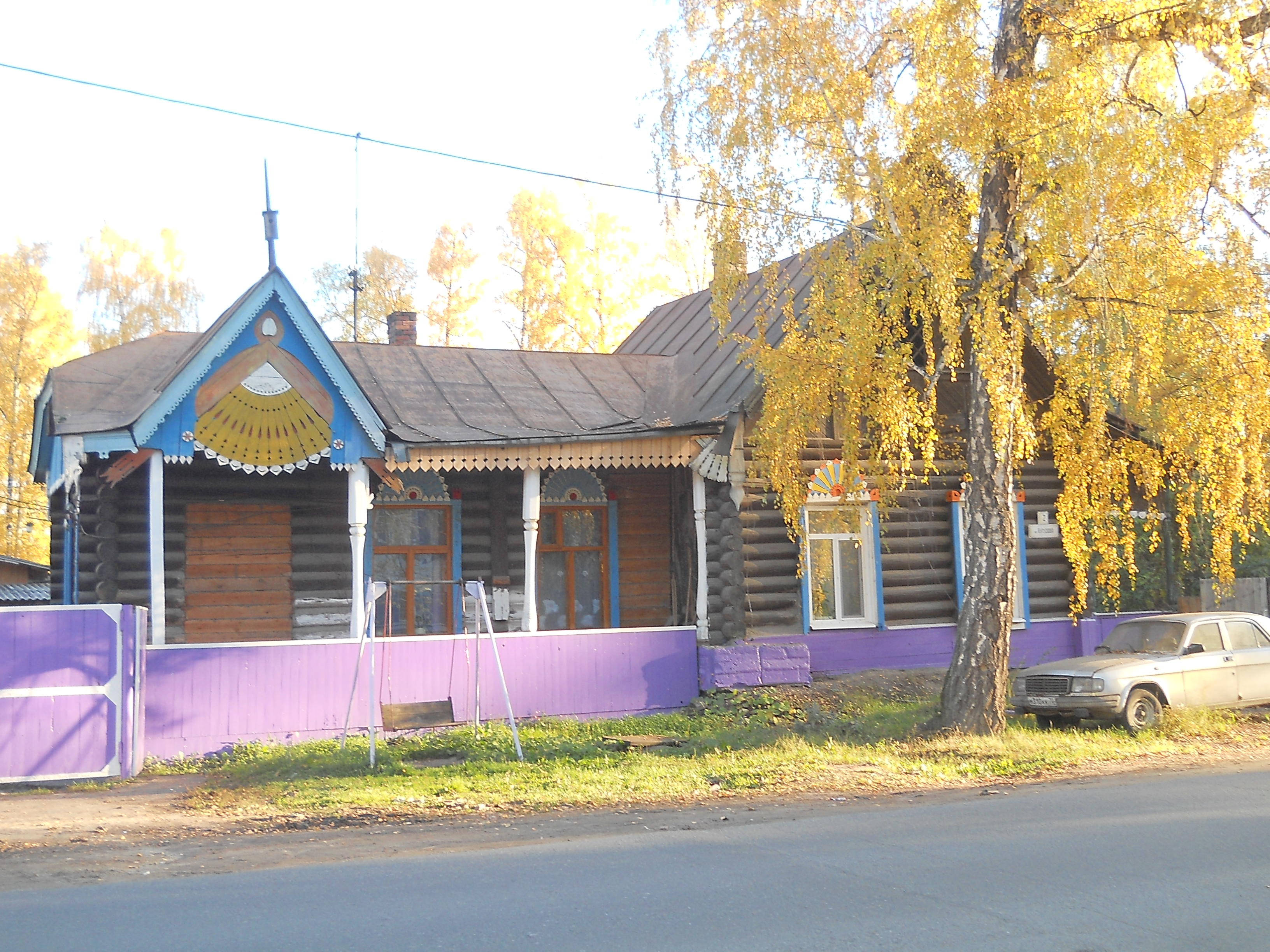
Кутузова, 2